# Pan de Makgadikgadi
Le pan de Makgadikgadi est un désert de sel situé dans le nord-est du bassin du Kalahari au Botswana.
Il constitue le dépôt salin de l'ancien lac Makgadikgadi. Il est constitué de plusieurs dépressions salines distinctes comme le pan de Sua (en), le pan de Nwetwe ou le pan de Nxai (en). Il a pour principaux affluents le Boteti et la rivière Nata (en).

## Le site naturel
Par sa situation même, au sud-est du delta de l'Okavango et enclave du désert du Kalahari, Makgadikgadi n'est pas à proprement parler une mer de sel connexe, mais un ensemble de mares salées séparées les unes des autres par un désert de sable : les plus grandes de ces mares sont pan de Sua (en) (ou Sowa), de Nwetwe et de Nxai, et la superficie de la plus grande d'entre elles est de 5 000 km2.
En comparaison, le salar de Uyuni, en Bolivie, est une mer salée de 10 620 km2, avec peu d'eau, et qui est généralement considérée comme la plus grande mer salée au monde. Ces zones se présentent, pour la plus grande partie de l'année, comme des bancs d'argile salée craquelée, et avec le retour des pluies se couvrent d'herbes grasses, offrant un refuge pour la faune et les oiseaux migrateurs dans une région des plus arides au monde. Le climat est tropical, avec des pluies régulières chaque année. 
La principale source d'eau est la rivière Nata (en) (appelé Amanzanyama au Zimbabwe), qui prend sa source à Sandown, à 50 km au sud-ouest de Bulawayo. Les approvisionnements secondaires sont le Boteti, un bras du delta de l’Okavango. 
Ces mares salées recouvrent 16 000 km2 du bassin du Kalahari et recouvrent le bassin du Lac Makgadikgadi, qui s'est asséché il y a plusieurs millénaires. Les fouilles archéologiques dans cette zone ont révélé, par la présence de pierres taillées, l'existence d'un habitat préhistorique ; certains de ces outils sont si anciens qu'ils faut les attribuer à une espèce plus ancienne qu’Homo sapiens. Des éleveurs ont fait paître leurs troupeaux à une époque où le lac subsistait encore, donc antérieurement à l’Holocène.
Le point le moins élevé de ce bassin est la mare de Sua Pan avec 890 m.

## Géologie
Les cernes laissées sur le relief par l'assèchement du lac Makgadikgadi sont surtout visibles dans le quart sud-ouest de la dépression ; dans une seconde phase de l'assèchement, il s'est formé des lacs secondaires avec des poches locales. Les crêtes de ces berges fossiles, d'une altitude de 945 à 920 m, sont surtout perceptibles à partir de Gidikwe Ridge, sur la rive ouest du Boteti.
Les processus géologiques ayant présidé à la formation de ce bassin demeurent obscurs : on suppose qu'il y a d'abord eu un léger affaissement de la croûte, conjugué à de petits mouvements tectoniques déterminant des failles, quoiqu'aucune faille n'ait été précisément reconnue,. L’axe principal du graben court selon une direction nord-est-sud-ouest.
L’île de Kubu et de Kukome sont des pitons volcaniques du lac salé de Sua pan. L’île de Kubu, située sur ce qui fut autrefois un immense lac (d'où son nom qui signifie hippopotame en Tswana) apparaît au XXIe siècle comme une croûte sèche de boue salée où poussent occasionnellement quelques herbes. Cette île qui se trouve dans le quadrant sud-ouest de Sua Pan, abrite plusieurs baobabs, et est classé au patrimoine national.

## Flore

Un baobab dans le Makgadikgadi. Juillet 2018.

La teneur en sel des mares ne laisse subsister qu'une certaine variété d'algues bleues ; mais les berges sont marécageuses et au-delà, il se développe de hautes herbes puis une savane drue. Quelques baobabs dominent de loin en loin cette savane : l'un d'entre eux, surnommé « James Chapman », faisait fonction de relai de poste pour les explorateurs du XIXe siècle.

## Faune
La saison sèche, caractérisée par des vents violents et une sécheresse extrême, laisse peu de place à la vie animale : seuls subsistent les autruches, le pluvier élégant (Charadrius pallidus) et le pluvier pâtre (Charadrius pecuarius) ; mais la saison humide voit le retour de migrations multiples : celle des gnous et celle d'une des plus importantes populations de zèbres d’Afrique, avec leur cortège de prédateurs féroces. La saison humide annonce également le retour des oiseaux migrateurs : canards sauvages, oies et pélican blanc. Le désert de Soa, qui fait partie des mares salées de Makgadikgadi, est l'unique site d'accouplement de l'une des deux seules populations de flamants roses d'Afrique australe ; l'autre population de flamants se trouve à Etosha, dans le Nord de la Namibie. Les plaines limitrophes de ce désert de sel abritent des tortues et divers reptiles : le varan des steppes (Varanus albigularis), des serpents et de lézards dont le caméléon à crête de Makgadikgadi (Agama hispida makgadikgadiensis), endémique. Les eaux salées sont la niche du crustacé cladocère Moina belli (en).